# Polyommatus fusca-caerulescens
Polyommatus fusca-caerulescens är en fjärilsart som beskrevs av Tutt 1910. Polyommatus fusca-caerulescens ingår i släktet Polyommatus och familjen juvelvingar. Inga underarter finns listade i Catalogue of Life.